# Formosatettix arisanensis
Formosatettix arisanensis är en insektsart som beskrevs av Tinkham 1937. Formosatettix arisanensis ingår i släktet Formosatettix och familjen torngräshoppor. Inga underarter finns listade i Catalogue of Life.